# Laboratorio Musica
Laboratorio Musica è stata una rivista periodica italiana legata al circuito dei circoli ARCI, fondata nel 1979 da Luigi Nono, e da lui diretta

## Storia della rivista
Con il sottotitolo Mensile di musica e didattica musicale, Laboratorio Musica era stata creata dal compositore con l'intenzione programmatica di superare gli schematismi ed i generi comunemente attribuiti dalla musicologia accademica, spesso propensi a separare in modo più o meno netto l'avanguardia colta dalla popular music e dalla musica folklorica. Il primo numero uscì nel giugno del 1979 al costo di 1000 lire, annoverando in redazione il vicedirettore Marco Godano, e nel comitato di redazione Mario Baroni, Gualtiero Bertelli, Franco Fabbri, Roberto Leydi, Mauro Piatti, e altri
La rivista si interruppe con il numero 31, uscito nell'aprile 1982.